# Dzikarz

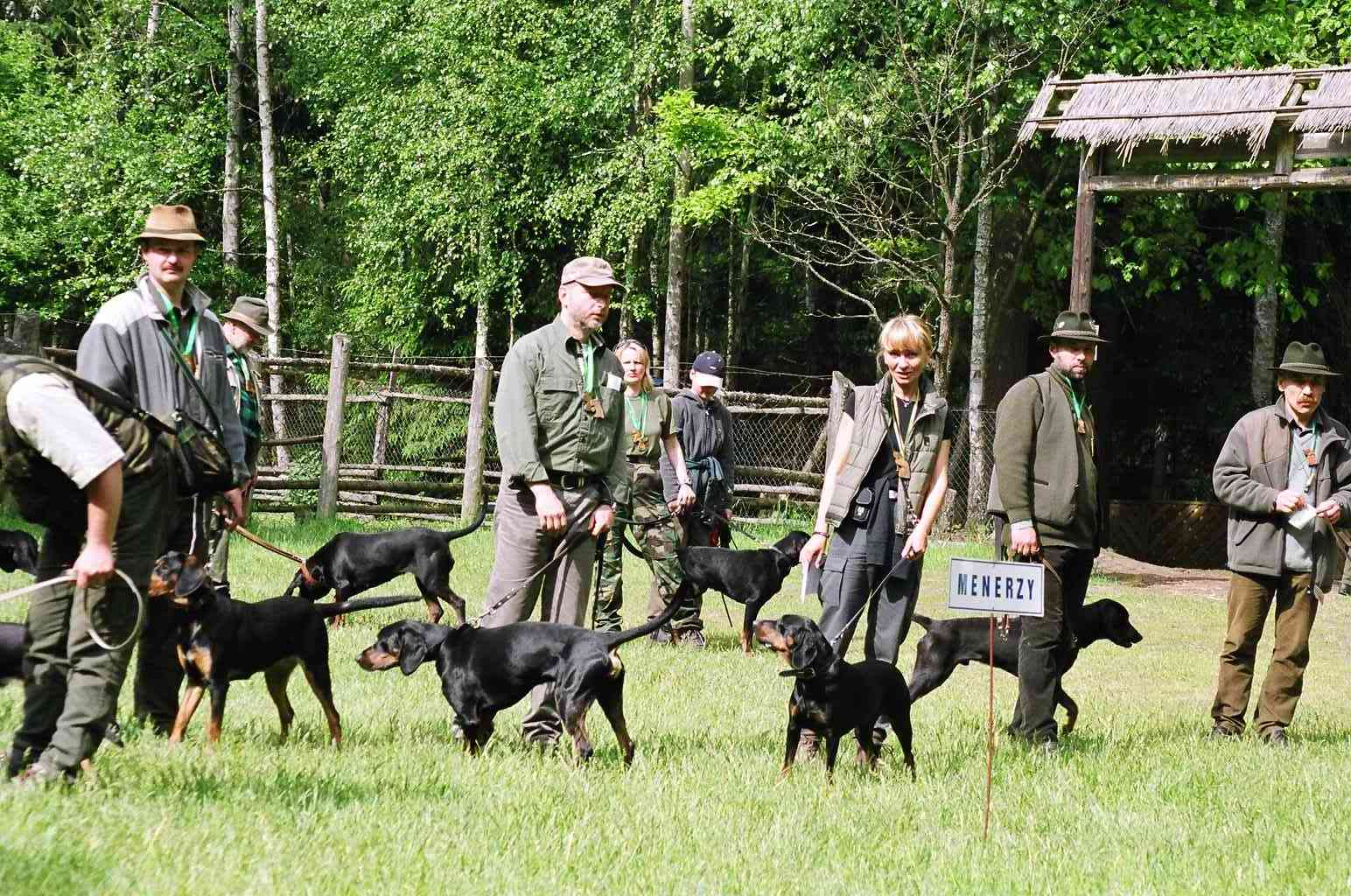
Konkurs dzikarzy i tropowców Przechlewko maj 2004

Dzikarz – nieduży, często krótkonogi pies rasowy lub nierasowy, ułożony do polowania na dziki. Na dzikarzy wybierane są psy, które odznaczają się pasją myśliwską i ciętością, mają skłonność do pracy szperacza i posokowca, a dzięki niedużym rozmiarom mogą pracować w norach. Mimo drobnej budowy ciała mają bardzo silne szczęki i zęby. Zadaniem dzikarzy jest wyszukiwanie w miocie dzików, osaczenie, oszczekiwanie ich i wyprowadzanie na linię myśliwych.

## Rasy zakwalifikowane do dzikarzy
- beagle
- gończy polski
- jamnik krótkowłosy
- jamnik długowłosy
- jamnik szorstkowłosy
- foksterier krótkowłosy
- foksterier szorstkowłosy
- terier szkocki
- skye terrier
- terier walijski
- terier irlandzki
- kerry blue terrier
- bedlington terier
- niemiecki terier myśliwski
- łajka zachodniosyberyjska
- łajka rosyjsko-europejska
- łajka wschodniosyberyjska
- karelski pies na niedźwiedzie